# Кирхендеменројт
Кирхендеменројт (њем. Kirchendemenreuth) општина је у њемачкој савезној држави Баварска. Једно је од 38 општинских средишта округа Нојштат ан дер Валднаб. Према процјени из 2010. у општини је живјело 892 становника. Посједује регионалну шифру (AGS) 9374128.

## Географски и демографски подаци
Кирхендеменројт се налази у савезној држави Баварска у округу Нојштат ан дер Валднаб. Општина се налази на надморској висини од 579 метара. Површина општине износи 39,3 km². У самом мјесту је, према процјени из 2010. године, живјело 892 становника. Просјечна густина становништва износи 23 становника/km².